# Taeniophyllum palmicola
Taeniophyllum palmicola är en orkidéart som beskrevs av Rudolf Schlechter. Taeniophyllum palmicola ingår i släktet Taeniophyllum och familjen orkidéer. Inga underarter finns listade i Catalogue of Life.